# Calesia satellitia
Calesia satellitia är en fjärilsart som beskrevs av Moore 1885. Calesia satellitia ingår i släktet Calesia och familjen nattflyn. Inga underarter finns listade i Catalogue of Life.